# فريدا سفينسون
فريدا سفينسون (16 أكتوبر 1989 بالسويد - ) هي لاعبة كرة قدم سويدية في مركز الوسط.

## وصلات خارجية
- فريدا سفينسون على موقع اتحاد السويد (السويدية)
- فريدا سفينسون على موقع قاعدة بيانات كرة القدم.إي يو (الإنجليزية)
- فريدا سفينسون على موقع Soccerway.com (الإنجليزية)